# Tetrapropylammoniumperruthenat
Tetrapropylammoniumperruthenat (TPAP oder TPAPR) ist eine chemische Verbindung, die durch die Formel (C3H7)4N RuO4 beschrieben wird. Manchmal auch als Ley-Griffith-Reagenz bezeichnet, findet diese Verbindung vor allem in organischen Synthesen Verwendung. Das Salz besteht aus dem Tetrapropylammonium-Kation und dem Perruthenat-Anion (RuO4−, Ruthenat(VII)).
Rutheniumtetraoxid ist ein sehr aggressives Oxidans, aber das um eine Stufe reduzierte Derivat RuO4− ist ein mild oxidierendes Mittel, um Alkohole in Aldehyde zu überführen.
Dieses Oxidationsmittel kann auch zur Oxidation von primären Alkoholen zu Carbonsäuren verwendet werden. Dafür wird aber ein Katalysator sowie ein Cooxidans unter Zugabe von zwei Äquivalenten Wasser benötigt. Hierbei wird zunächst der Alkohol zum Aldehyd und dieser dann weiter zur Carbonsäure oxidiert.
TPAP ist zwar teuer, kann aber in katalytischen Mengen benutzt werden. Der Katalysekreislauf wird durch die stöchiometrische Zugabe von Cooxidantien wie N-Methylmorpholin-N-oxid oder molekularem Sauerstoff aufrechterhalten.